# رود چورنا
رود چورنا (انگلیسی: Chorna) (اوکراینی: Чорна, Chorna, روسی: Чёрная, Chyornaya, تاتاری کریمه‌ای: Çorğuna) یک رودخانه به درازای ۳۴.۵ کیلومتر در شبه‌جزیره کریمه است.

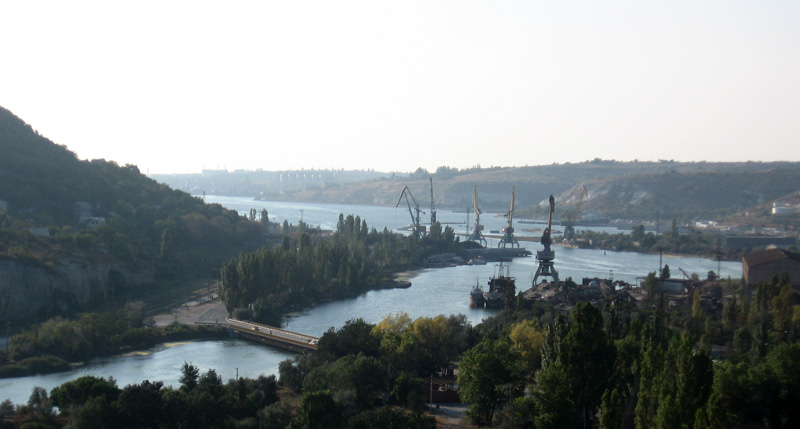
نمایی از رود چورنا